# Zaouiet Djedidi
Zaouiet Djedidi ou Zaouiet Jedidi (arabe : زاوية الجديدي) est une ville tunisienne située dans le gouvernorat de Nabeul, plus précisément dans la délégation de Béni Khalled.
Le nom de la ville est un hommage au marabout Sidi Ali Djedidi dont la tombe se situe à l'entrée de la ville ancienne.
Créée par le décret du 23 avril 1985, la municipalité s'étend sur une superficie d'environ 2 000 hectares pour une population de 7 862 habitants en 2014. La ville comprend un conseil municipal et une maison de jeunes. L'activité culturelle et associative a changé après la révolution de 2011 avec la création de l’instance civile pour le droit d’accès à l’information ; la ville a aussi connu une meilleure implication des associations et de la société civile.
Sa principale activité économique est l'agriculture, particulièrement la culture des agrumes.